# Balanites aegyptiaca
Il dattero del deserto (Balanites aegyptiaca (L.), Delile, 1812) è una specie di albero appartenente alla famiglia Zygophyllaceae.

## Distribuzione e habitat
È nativo di buona parte dell'Africa e del Medio Oriente; è stato introdotto in Repubblica Dominicana, alle Antille Olandesi, alle Azzorre e a Capo Verde; è considerata una specie invasiva a Curaçao. È una pianta molto adattabile che tollera diversi tipi di suolo, anche sabbiosi e argillosi, così come siccità e saltuarie inondazioni; resiste anche agli incendi grazie alla corteccia molto spessa e alle radici profonde.

## Descrizione
Può raggiungere i 10 m di altezza. Le foglie sono obovate o ellittiche e raggiungono una lunghezza massima di 6 cm, con un picciolo di massimo 2, appena pubescente. La corteccia è grigiastra e spinosa, talvolta con sfumature verdi soprattutto sui rami.
I frutti sono drupe di colore giallastro.

## Galleria d'immagini

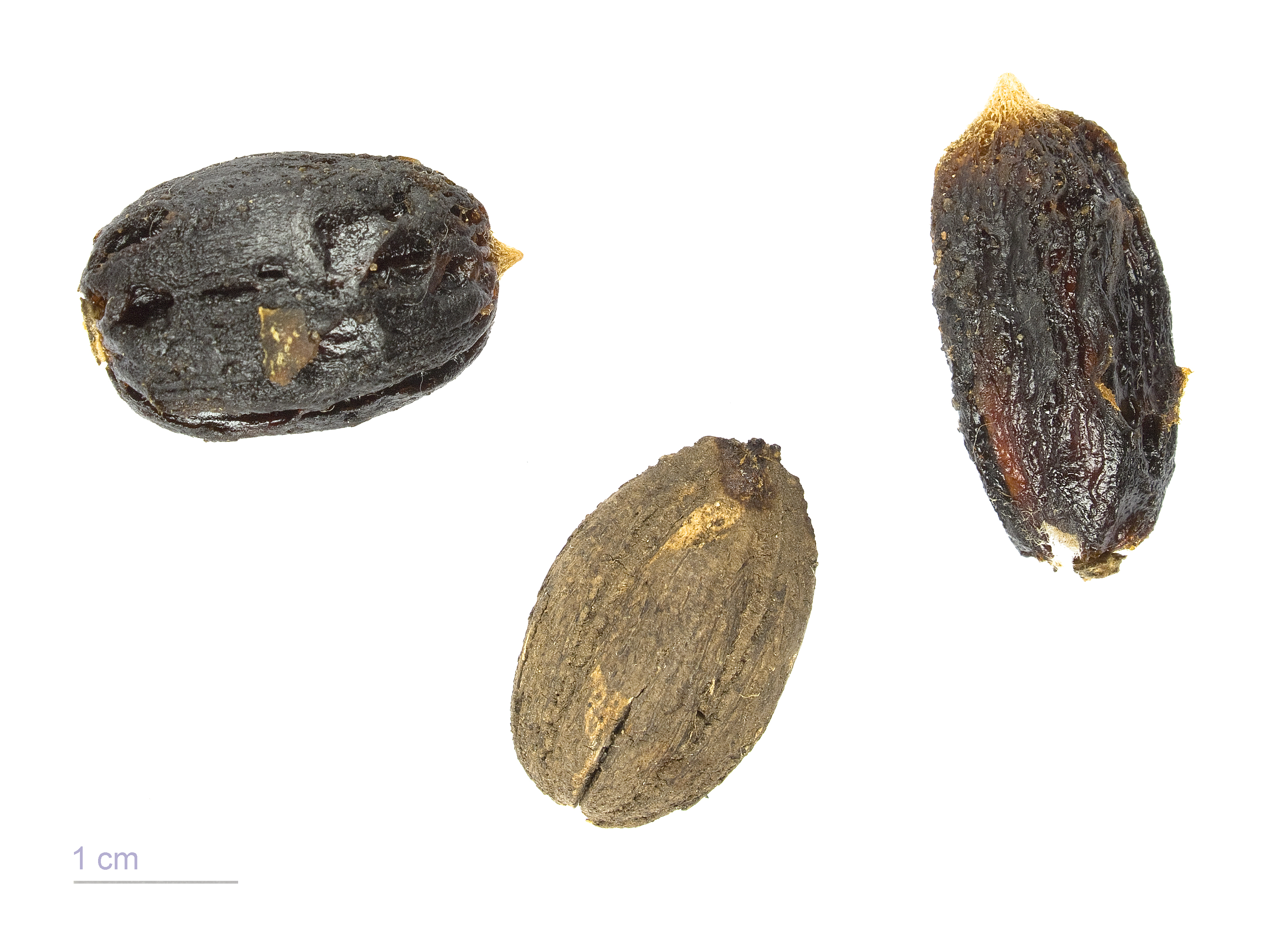
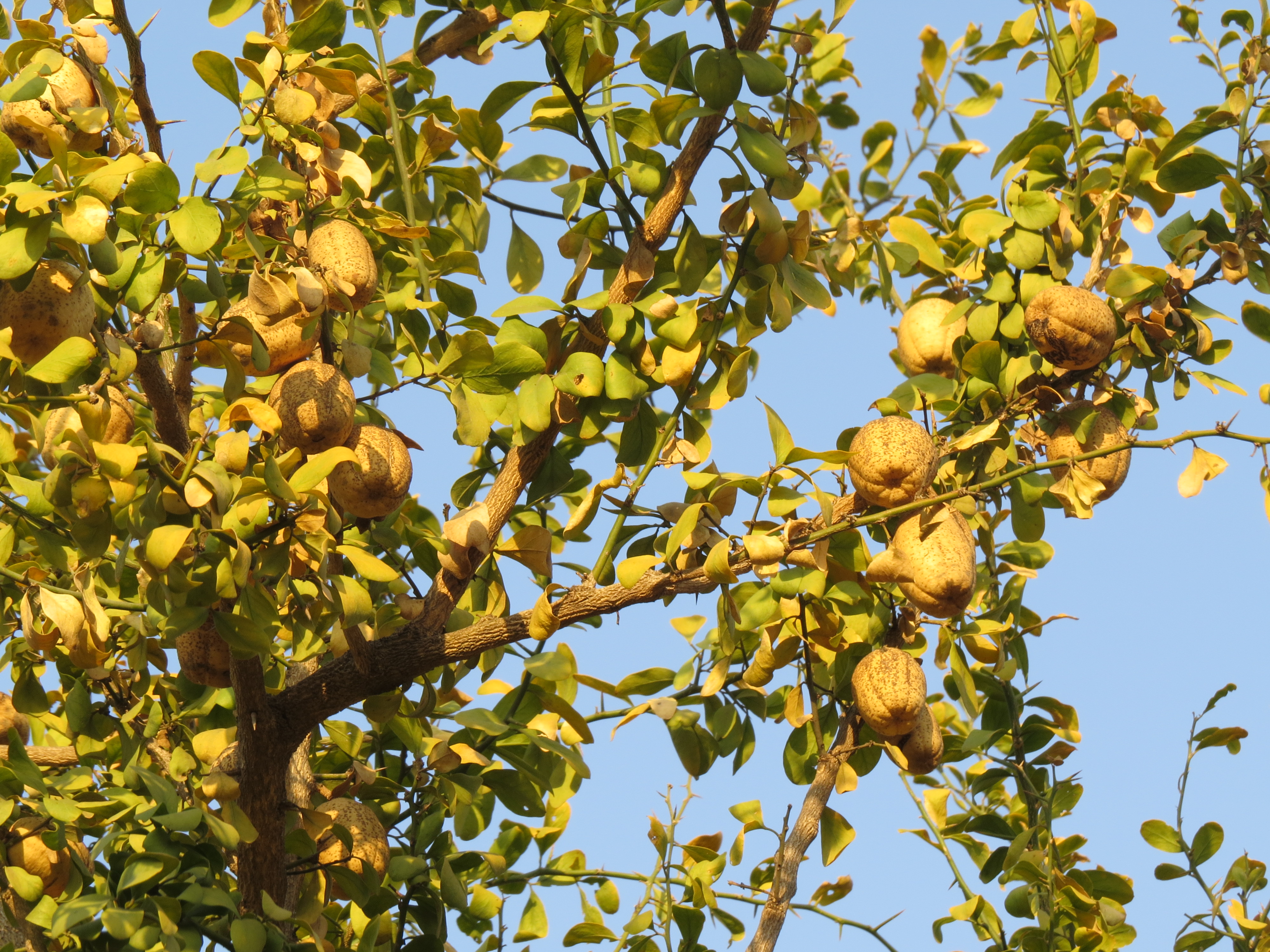